# Коллегиальная церковь (Штутгарт)
Коллегиальная церковь (Штифтскирхе) (нем. Stiftskirche) — евангелическая церковь в центральном районе города Штутгарт (федеральная земля Баден-Вюртемберг).

## История
В ходе раскопок на месте современной церкви были найдены остатки фундамента небольшой романской церкви, датируемой X или XI веками.
В 1240 году Вюртембергскими графами была построена большая трехнефная церковь с двумя башнями в романском стиле. В то время резиденцией графов был Старый замок в Штутгарте. Останки Ульриха I, графа Вюртемберга и его второй супруги Агнессы Лигницкой (оба умерли в 1265 году) захоронены в гробнице в часовне южной башни, которая датируется концом XIII века.
Когда Штутгарт стал новой резиденцией правителей Вюртемберга, они пристроили к церкви новый готический алтарь в 1321—1347 годах. Ульрих V добавил позднеготический неф во второй половине XV века. В 1500 году была добавлена цветная, а в XIX веке золотая кафедра.
С распространением Реформации в Вюртемберге в 1534 году из нефов были убраны все картины и алтари, и были сооружены канализация и галерея. Надгробия были перенесены внутрь церкви.
Лютеранский реформатор Иоганн Бренц, главный протестантский реформатор Вюртемберга, был похоронен под алтарём в 1570 году. С 1574 года у северной алтарной стены были добавлены небольшие статуи всех графов Вюртембергских со времён Ульриха I.
В 1608 году была построена новая усыпальница, в которой были похоронены все правители Вюртемберга до 1677 года. Екатерина Павловна, королева Вюртемберга в 1816—1819 годах, была похоронена здесь с 1819 по 1824 год, прежде чем её останки были перенесены в мавзолей на горе Вюртемберг.
В 1826 году крыша алтаря была отремонтирована, а в 1840-х годах была обновлена бо́льшая часть интерьера церкви.
Ближе к концу Второй мировой войны церковь сильно пострадала в ходе бомбардировок Штутгарта в 1944 году. Церковь была перестроена в 1950-х годах, однако интерьер был изменён в соответствии со стилем того времени.
Последняя капитальная реконструкция была проведена в 1999—2003 годах. Проект и реализация новой концепции были разработаны архитектором из Гамбурга Бернхардом Хиршем. Алтарная скульптура была сработана скульптором Хольгером Вальтером.

## Прочие захоронения
- Эберхард I, граф Вюртембергский
- Елизавета Бранденбургская, герцогиня Вюртембергская
- Фридрих I, герцог Вюртембергский
- Сибилла Ангальтская
- Иоганн Фридрих, герцог Вюртембергский
- Барбара София Бранденбургская
- Антония Вюртембергская
- Эберхард III, герцог Вюртембергский
- герцогиня Анна Екатерина Сальмская
- Мария Доротея София Эттинген-Эттингенская
- Вильгельм Людвиг, герцог Вюртембергский
- Магдалена Сибилла Гессен-Дармштадтская